# Ch'onma-ho
Ch'ŏnma-ho eller stavat Chonma-ho, är Nordkoreas huvudsakliga stridsvagn. Den är baserad på den sovjetiska stridsvagnen T-62.